# Liolaemus ramirezae
Liolaemus ramirezae — вид ігуаноподібних ящірок родини Liolaemidae. Ендемік Аргентини.

## Поширення і екологія
Liolaemus ramirezae мешкають в горах на північному заході Аргентини, в провінціях Катамарка, Сальта і Тукуман. Вони живуть у високогірних чагарникових і кактусових заростях пре-пуни. Зустрічаються на висоті від 2800 до 3200 м над рівнем моря. Є всеїдними, відкладають яйця.